# Distretto di Galanta
Il distretto di Galanta (in slovacco: okres Galanta) è un distretto della regione di Trnava, nella Slovacchia occidentale.
Fino al 1918, la maggior parte del territorio del distretto faceva parte della contea ungherese di Bratislava, eccetto una piccola area a est, che faceva parte della contea di Nitra.

## Geografia antropica
Il distretto è composto da 3 città e 33 comuni:

### Città
- Galanta
- Sereď
- Sládkovičovo

### Comuni
- Abrahám
- Čierna Voda
- Čierny Brod
- Dolná Streda
- Dolné Saliby
- Dolný Chotár
- Gáň
- Horné Saliby
- Hoste
- Jánovce
- Jelka

- Kajal
- Košúty
- Kráľov Brod
- Malá Mača
- Matúškovo
- Mostová
- Pata
- Pusté Sady
- Pusté Úľany
- Šalgočka
- Šintava

- Šoporňa
- Tomášikovo
- Topoľnica
- Trstice
- Váhovce
- Veľká Mača
- Veľké Úľany
- Veľký Grob
- Vinohrady nad Váhom
- Vozokany
- Zemianske Sady